# Yutan
La ville américaine de Yutan est située dans le comté de Saunders, dans l’État du Nebraska. Lors du recensement de 2010, sa population s’élevait à 1 174 habitants.